# Markus Zberg
Markus Zberg (* 27. Juni 1974 in Altdorf) ist ein ehemaliger Schweizer Radrennfahrer.

## Karriere
Profi wurde Zberg 1996. Nach jeweils einer Saison bei den italienischen Mannschaften Team Carrera Jeans und Mercatone Uno sowie dem Post Swiss Team kam Zberg 1999 zum Rabobank-Team. Zu seinen grössten Erfolgen zählt sein zweiter Platz bei der Strassenweltmeisterschaft in Verona 1999. Ein Jahr später gewann er den Titel bei den Schweizer Strassenmeisterschaften. Ausserdem gewann er 1998 zwei Etappen der Spanien-Rundfahrt sowie die Eintagesrennen Mailand–Turin 1998 und Rund um den Henninger-Turm 2001, Etappen der Tour de Suisse, bei Tirreno–Adriatico sowie der Österreich-Rundfahrt. Ab 2003 fuhr er gemeinsam mit seinem älteren Bruder Beat Zberg für das Team Gerolsteiner. 2006 gelang Zberg sein erster Pro-Tour-Sieg auf der letzten Etappe des Etappenrennens Fernfahrt Paris–Nizza. 2008 wiederholte er seinen Erfolg bei den Schweizer Strassenmeisterschaften. Nach einem Sturz an der Tour de l’Ain trat Zberg am 14. August 2009 zurück.
Im Zuge der Ermittlungen der SOKO des Wiener Bundeskriminalamts (BKA) zum Fall des nach der Tour de France 2008 des Dopings überführten Bernhard Kohl wurde Zberg von Kohl, dessen Manager Stefan Matschiner und Gernot Winterauer, Matschiners Handlanger, schwer belastet. Es sollen gemäss deren übereinstimmender Aussage im Frühjahr 2008 im deutschen Rosenheim durch Winterauer 24'000 internationale Einheiten des EPO-Derivats DynEpo übergeben worden sein. Im Teilgeständnis, das Matschiner 2010 im gegen ihn geführten Dopingprozess ablegte, wurde Zberg als Abnehmer von illegalen Mitteln namentlich benannt.
Markus Zberg ist Athletenbotschafter der Entwicklungshilfeorganisation Right to Play.

## Familie
Ausser ihm und seinem Bruder Beat war auch seine Schwester Luzia Zberg eine erfolgreiche Radsportlerin.

## Erfolge
1996
- eine Etappe Grand Prix Tell

1997
- eine Etappe Polen-Rundfahrt

1998
- zwei Etappen Vuelta a España
- Berner Rundfahrt
- Stausee-Rundfahrt Klingnau
- eine Etappe Tour de Suisse
- eine Etappe Settimana Bergamasca

1999
- Vizeweltmeister – Strassenrennen
- Mailand–Turin
- eine Etappe Österreich-Rundfahrt

2000
- Schweizer Meister – Strassenrennen
- Sechstagerennen Zürich mit Bruno Risi und Kurt Betschart

2001
- Rund um den Henninger-Turm
- eine Etappe Tirreno–Adriatico

2006
- eine Etappe Paris–Nizza

2008
- Schweizer Meister – Strassenrennen

## Teams
- 1996 Carrera Jeans
- 1997 Mercatone Uno
- 1998 Post Swiss Team
- 1999–2002 Rabobank
- 2003–2008 Team Gerolsteiner
- 2009 BMC Racing Team